# WestAir Commuter Airlines
WestAir Commuter Airlines war eine US-amerikanische Fluggesellschaft. Sie wurde 1972 als  Stol Air gegründet und 1979 nach der Übernahme der Golden Eagle Airlines in WestAir Commuter Airlines umbenannt. Sie wurde 1992 von der Mesa Air Group übernommen. WestAir war von 1985 bis 1998 unter der Marke United Express Zubringerfluggesellschaft für United Airlines.

## Flotte
West Air flog mit folgenden Flugzeugtypen:
- BAe Jetstream 31
- British Aerospace BAe 146 (Avro RJ)
- Cessna 401/402 Utiliner
- de Havilland Canada DHC-6
- Embraer EMB-110
- Embraer EMB-120
- Short SD-360
- Short SD-330

## Flugziele
WestAir flog teilweise als United Express im Auftrag von United Airlines folgende Ziele an:
Chico, Crescent City, Eureka/Arcata, Redding, Sacramento, San Francisco, San Jose, San Luis Obispo, Santa Rosa und Stockton.